# Erik Sjödin
Erik Sjödin, född 21 december 1918 i Malmberget, död 4 april 2009 i Boglösa, Enköpings kommun, var en svensk agronom, tidigare husdjurskonsulent i Västernorrland, författare och portalfigur inom svensk fårskötsel. Sjödin var hedersdoktor vid Sveriges lantbruksuniversitet. Han gifte sig den 7 december 1946 med Kerstin Gauding.
Sjödin var far till författaren Anders-Petter Sjödin samt farfar till förra SSU-ordföranden Anna Sjödin. 

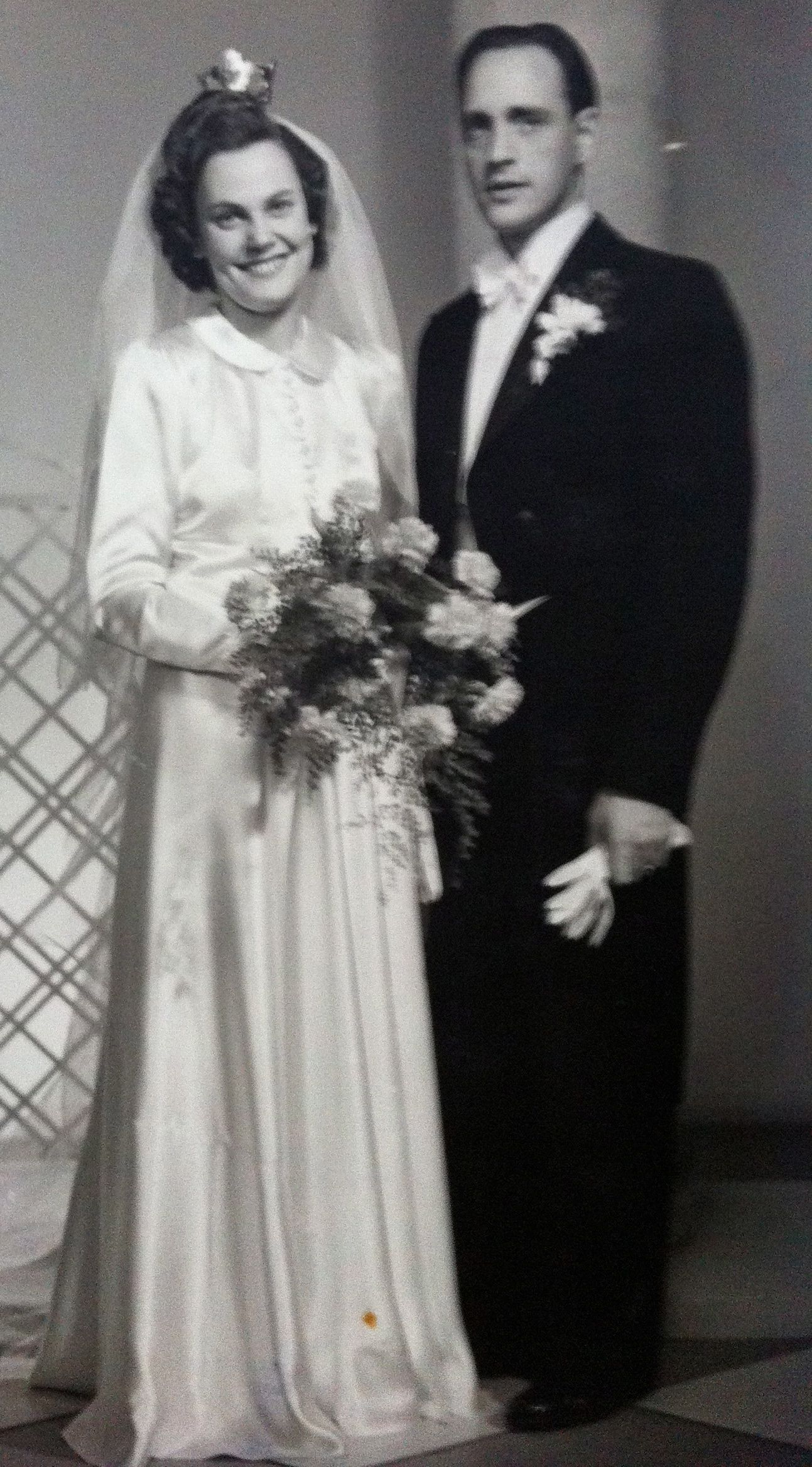
Erik Sjödins bröllopsfoto

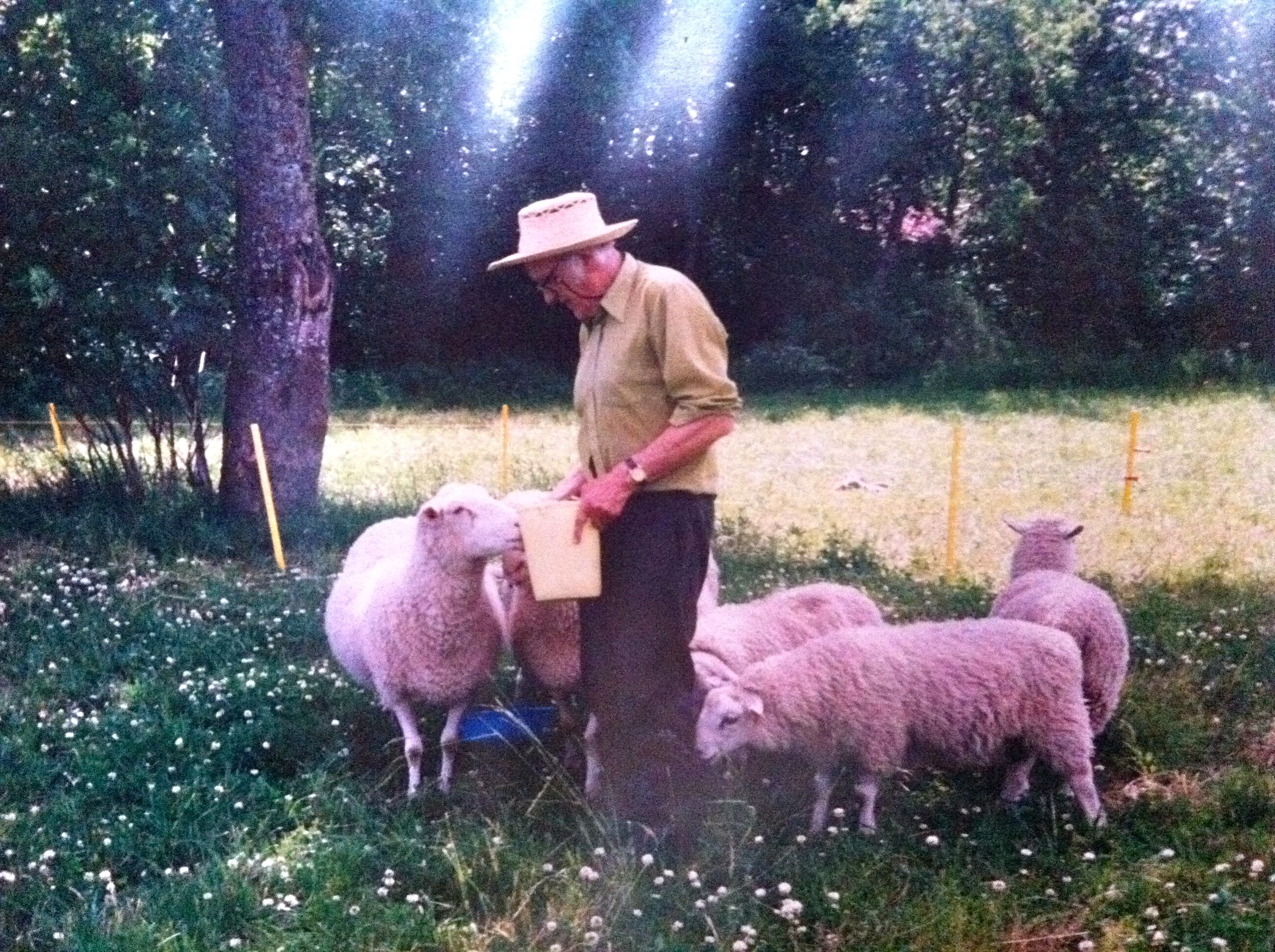
Erik Sjödin i fårhagen

### Facklitteratur
- 1966 – Får, första upplagan och därefter sex nya och omarbetade upplagor bland annat 1968, 1974 och 2007

### Skönlitteratur
- 1967 – Kraften (dikter)
- 1970 – Pingststigen (dikter)
- 1975 – Brev till min röda dotter
- 1977 – För nyansernas skull (dikter)
- 1982 – Luffarboken. Sanningsvittnen på ljugarbänken
- 1998 – Kraften från norr. Norrlänningar berikar Sverige
- 2001 – Från nöd till överflöd
- 2005 – Min poesi (dikter)

## Priser och utmärkelser
- 1970 – Härnösands kulturstipendium
- 1973 – Landsbygdens författarstipendium
- 1983 – Gastronomiska akademiens diplom
- 1984 – Hushållningssällskapets guldmedalj 1984
- 1987 – J.R. Sundström-priset
- 1993 – Kungliga skogs- och lantbruksakademins guldjetong
- 2001 – Hedenvind-plaketten

## Dom för spridning av antinazistisk propaganda
Sjödin var hela sitt liv aktiv i många sammanhang och han blev som 21-åring den 30 april 1940 dömd i tingsrätten i Ramsele för att den 19 november 1939 ha spridit antinazistisk propaganda genom affischering i Backe, Fjällsjö socken. Domen är anmärkningsvärd både på grund av att den ställer frågetecken kring yttrandefriheten i Sverige på den tiden och det faktum att man tog spridning av antinazistisk propagande så allvarligt. Domen är något Sjödin själv var stolt över och ofta nämnde. På kuvertet som domen låg i stod det: "Då andra sov..." Domen påverkade ej Sjödin, som fortsatte att sprida antinazistisk propaganda genom att cykla från Backe till Stockholm och sälja antinazistisk litteratur. 

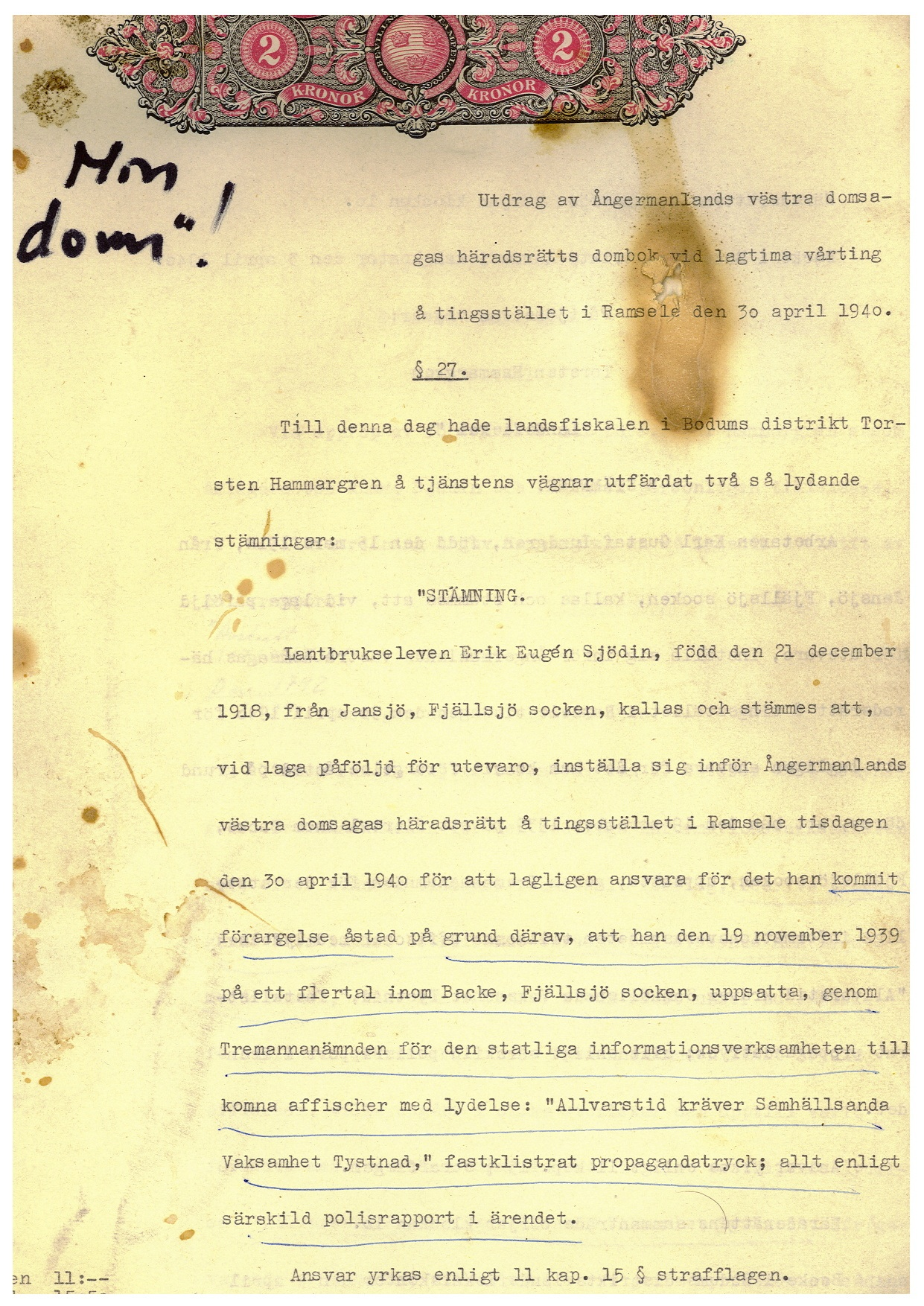
Första sidan i Erik Sjödins dom för att ha spridit antinazistisk propaganda